# Óðr
Óðr ist in der nordischen Mythologie ein Gott geringerer Bedeutung.
Laut Gylfaginning und Skáldskaparmál ist er der Ehemann der Freyja und hat mit ihr die Töchter Hnoss und Gersimi. Er wird ebenfalls vom Skalden Einarr Skulason (11. Jahrhundert) erwähnt, sowie in der Völuspá und dem Hyndluljóð. Das heißt, er ist keine Erfindung von Snorri Sturluson. 
Manche Wissenschaftler haben versucht, Óðr mit Óðinn gleichzusetzen (und Freyja mit Frigg, der Ehefrau von Óðinn), unter anderem wegen der Ähnlichkeit der Namen. Allerdings ist diese Gleichsetzung umstritten. 
Óðr verlässt Freyja, die ihm Tränen nachweinte, die zu Gold wurden, wenn sie auf Stein fielen. Sie zieht daraufhin in die Welt hinaus, um ihn zu suchen.